# Адоніс
Адо́ніс (дав.-гр. Άδωνις *Повелитель) — у давньогрецьких міфах, був смертним коханцем богині Афродіти. Одного разу під час полювання Адоніса вбив кабан і він помер на руках у Афродіти, коли вона плакала. Його кров змішалася з її сльозами і стала квіткою анемоною.
У дослідженні релігії кінця XIX та початку XX століття Адоніса широко розглядали як яскравий приклад архетипового бога, що вмирає та воскресає. В переносному значенні Адоніс — гарний молодий чоловік.

## Походження міфу
Адоніс (фінікійське «адон», «господь», «владика») — грецька назва божества фінікійсько-сирійського походження з яскраво вираженими рослинними функціями, пов'язаними з періодичним помиранням і відродженням природи, відповідника вавилонського Таммуза. Назва може походити і від «Адонай» — одного з імен юдейського Бога.
Греки вважали культ Адоніса близькосхідним походженням. Ім'я Адоніса походить від ханаанського слова, що означає «володар», і більшість сучасних вчених вважають, що історія про Афродіту й Адоніса походить від раннього Месопотамського міфу про Інанну (Іштар) і Думузіда (Таммуза).
Міф про Адоніса в найповнішому вигляді представлений у Псевдо-Аполлодора, Овідія та Антоніна Ліберала.

## Міфи про Адоніса

### Народження
Дочка кіпрського царя Кініра (або біблоського Фенікса чи ассирійського Тіанта) Мірра вихвалялася, що вона вродливіша за саму богиню Афродіту. Богиня за це наслала на Мірру жагу до її батька. Мірра напоїла Кініра та зачала від нього. Отямившись, цар схопив меча, щоб убити дочку, але Афродіта перетворила її на миррове дерево. Кінір розрубав дерево надвоє і всередині виявився хлопчик Адоніс. Афродіта сховала його до скриньки та передала Персефоні.

### Між Афродітою та Персефоною

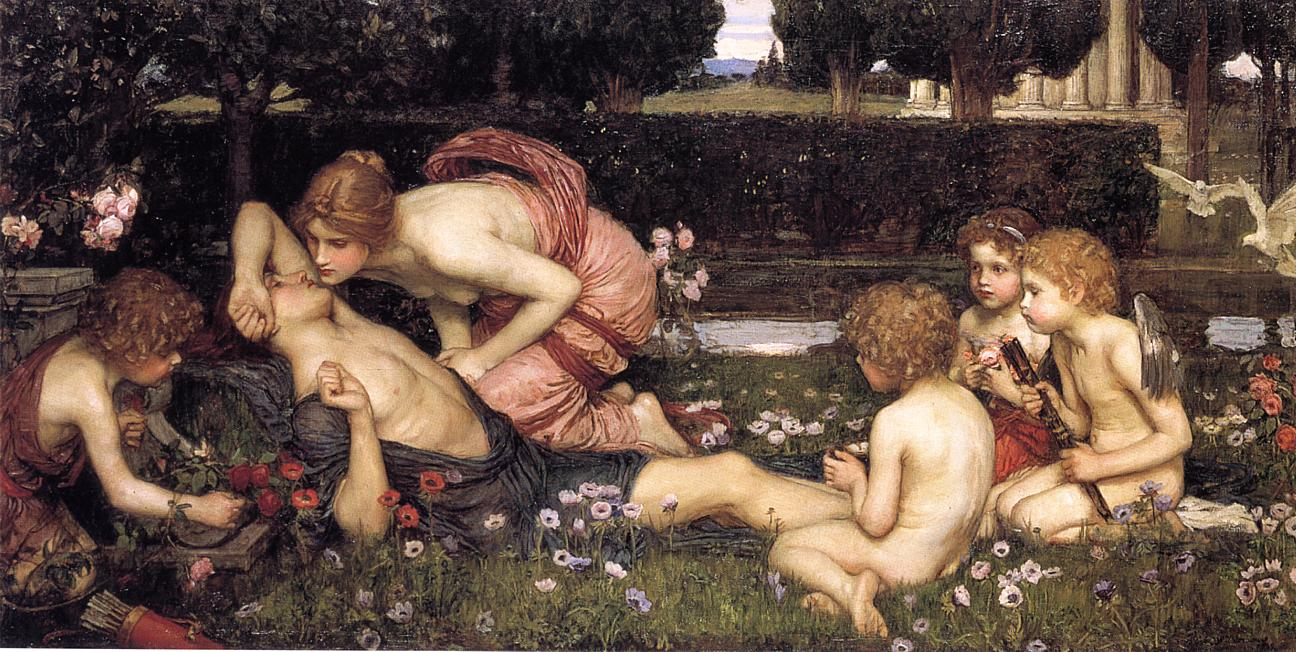
Пробудження Адоніса. Джон Вільям Вотерхаус, колекція Ендрю Ллойда Веббера (1899)

Персефона з цікавості відчинила скриньку й виявила там хлопчика і виростила його. Тоді Афродіта стала вимагати Адоніса назад. Обидві богині звернулися до Зевса розсудити їх. Він призначив суддею музу Калліопу, котра винесла рішення: Адоніс проводитиме одну третину року з Афродітою, одну третину з Персефоною і одну третину на свій розсуд. Адоніс проте обрав Афродіту, бо вона причарувала його своїм поясом. Також Афродіта бажала пробудити в Адоніса ревнощі, тому провела кілька ночей з аргонавтом Бутом; їхнім сином став цар сицилійського міста Ерики. Від Адоніса богиня народила Голга — засновника кіпрських Голгів, та Берою — засновницю фракійської Берої.
У своєму комічному творі «Діалоги богів» сатиричний автор Лукіан показує Афродіту в кількох діалогах, в одному з яких вона скаржиться богині місяця Селені, що Ерос змусив Персефону закохатися в Адоніса, і тепер вона мусить розділити його з нею.

### Смерть

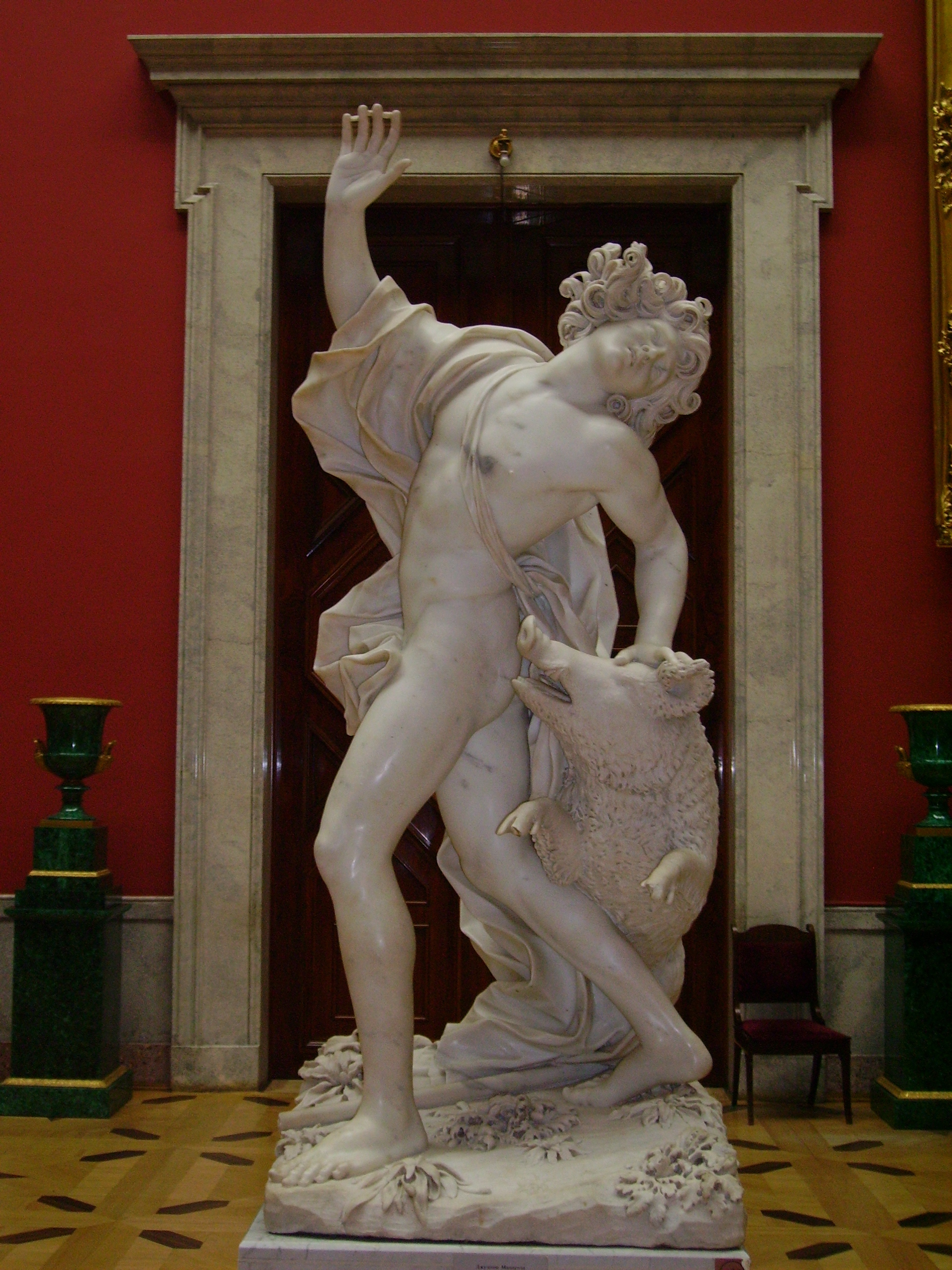
Смерть Адоніса на полюванні. Джузеппе Маццуолі, Ермітаж (1709)

Потім, одного разу, коли Адоніс був на полюванні, він був поранений кабаном який ударив його іклом у стегно і стік кров'ю на руках у Афродіти. У різних версіях історії кабан був надісланий або Аресом, який ревнував, що Афродіта проводить так багато часу з Адонісом, Артемідою, яка хотіла помститися Афродіті за вбивство її відданого послідовника Іпполіта, або Аполлоном, щоб покарати Афродіту за те, що вона осліпила його сина Еріманта. Історія також пояснює асоціації Афродіти з певними квітами. Повідомляється, що, оплакуючи смерть Адоніса, вона вирощувала анемони всюди, де пролилася його кров, і оголосила свято в річницю його смерті. В одній із пізніх розповідей його кров перетворилася на троянди.

### Інші любові
За перказами, Адоніса також любили інші боги, такі як Аполлон, Геракл і Діоніс. Його описували як андрогіна, оскільки він поводився як чоловік у своїй прихильності до Афродіти, але як жінка до Аполлона. «Андрогін» тут означає, що Адоніс взяв на себе пасивну жіночу роль у своєму коханні до Аполлона.
Про кохання Геракла до Адоніса побіжно згадує Птолемей Гефестіон. У тексті говориться, що через його любов до Адоніса Афродіта навчила кентавра Нессоса пастки, щоб зловити його.
Інша традиція стверджувала, що Діоніс, грецький бог вина та божевілля, увів Адоніса.

## Культ Адоніса

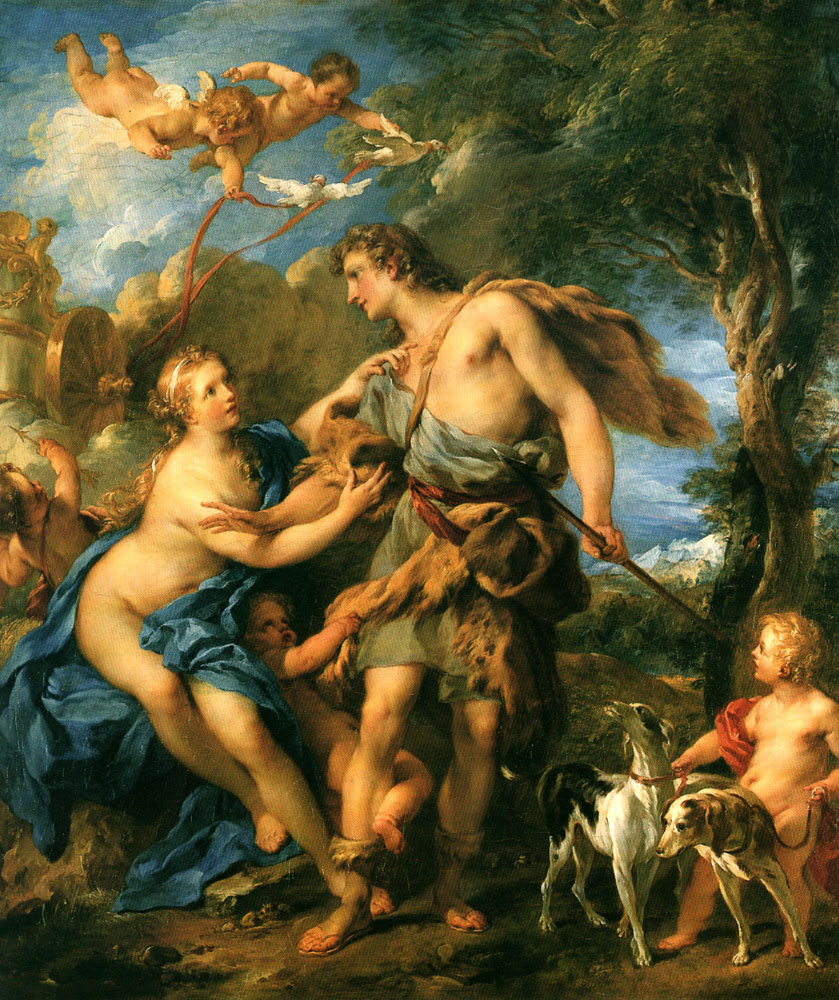
Венера і Адоніс. Франсуа Лемуан (1792)

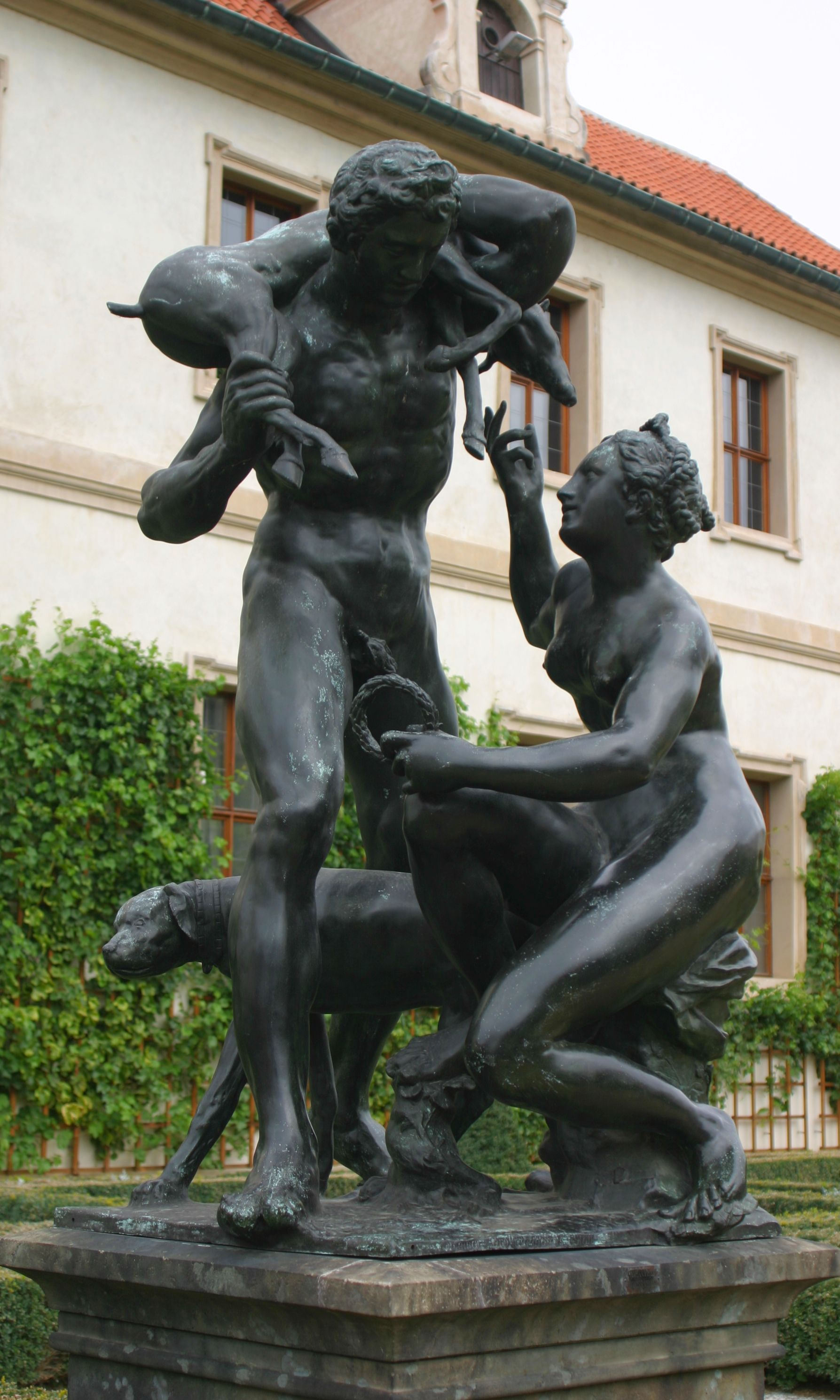
Адоніс і Венера. Адріан де Вріс, парк Валдштейнського палацу, Прага

Культ Адоніса існував у Фінікії, Сирії, Єгипті, на островах Кіпр і Лесбос. Згідно Лукіана, у Біблі було святилище Афродіти, де відбувалися оргії на честь Адоніса, що супроводжувалися священною проституцією, причому перший день був присвячений плачу, а другий — радощам з приводу воскресіння Адоніса. Розповідається про річку Адоніс, яка щорічно забарвлюється в червоний колір, коли, за переказами, в горах Лівану гине Адоніс. Однак тут же скептичні міркування щодо червоного ґрунту, який надає річці кривавий колір.
У V ст. до н. е. культ Адоніса поширився в материковій Греції. У Аргосі жінки оплакували Адоніса в особливій будівлі. В Афінах під час свята на честь Адоніса під плач і похоронні пісні всюди виставлялися зображення померлих. Адонії — свято на честь Адоніса, що проводиться 24 червня кожного року — були особливо популярні в епоху еллінізму, коли поширилися греко-східні культи Осіріса, Таммуза і ін. Пізньої весни і ранньої осені жінки виставляли невеликі горщики з зеленню, яка швидко розвивається і так само швидко в'яне, так звані «садки Адоніса» — символ скороминущості життя. В Олександрії пишно святкували священний шлюб Афродіти і юного Адоніса, а наступного дня з голосінням і плачем статую Адоніса несли до моря і занурювали у воду, символізуючи повернення його в царство смерті.
Свято Адонії на честь його трагічної смерті жінки відзначали щороку в середині літа. Під час цього свята грецькі жінки садили «сади Адоніса» — невеликі горщики з рослинами, що швидко ростуть, і встановлювали їх на будинках під жарким сонцем. Рослини проростали, але незабаром в'янули та гинули. Потім жінки оплакували смерть Адоніса, рвали на собі одяг і били себе в груди, публічно демонструючи горе.
У міфі про Адоніса відбилися давні матріархальні і хтонічні риси поклоніння великому жіночому божеству родючості й залежному від нього набагато слабшому і навіть смертному, що відроджується лише на час, чоловічому кореляту. У міфі і культі Адоніса виразно простежується розгорнута символіка вічного кругообігу і гармонійного єднання життя і смерті в природі. Інші аналоги — Озіріс, Тамуз, шумерський Думу-зід-абзу. Адоніс належить до дуже популярного у різних народів міфологічного архетипу божеств, що оживають (Помираючий та воскресаючий бог).

## Трактування образу
Шотландський антрополог Джеймс Джордж Фрейзер багато писав про Адоніса у своєму монументальному дослідженні порівняльної релігії «Золота гілка» (1890), а також у пізніших роботах. Фрейзер стверджував, що Адоніс був лише одним із прикладів архетипу «бога, що вмирає та воскресає», який зустрічається в усіх культурах, а в давньогрецькій цей цикл реалізувався в перебуванні Адоніса то в підземному царстві, то на поверхні.
У середині XIX століття деякі вчені почали критикувати позначення «вмираючий і воскресаючий бог», у деяких випадках стверджуючи, що божества, такі як Адоніс, яких раніше називали «вмираючими та воскресаючими», доречніше визначати як «вмираючих богів» і «зникаючих богів». Адже боги, що справді померли, не повернулися, а ті, що повернулися, ніколи «справді» не помирали.
На думку Роберта Грейвса, міфи про Адоніса відображають запровадження нового календаря, розділеного на дві частини сонцестояннями. В світлішу («сонячну») частину року правив цар-жрець, а в темнішу («місячну») — таніст, який і постає вепрем, оскільки його ікла нагадують місячний серп. Те саме джерело Грейвс вбачав у міфах про Таммуза, Осіріса, критського Зевса, аркадійського Анкея, лідійського Карманора та ірландського Діармайта.

## У мистецтві
До міфа про кохання Адоніса й Афродіти часто зверталися художники та письменники античності, доби Відродження й пізніших епох: Тіціан, Паоло Веронезе, Нікола Пуссен, Пітер Пауль Рубенс, Джорджоне, Тінторетто, Огюст Роден, Вільям Шекспір, Лопе де Вега, Жан де Лафонтен. Міф про Адоніса став основою лібретто опер Доменіко Маццоккі, Клаудіо Монтеверді, Джованні Легренці.
У переносному значенні Адоніс — надзвичайно вродливий чоловік.

## Галерея

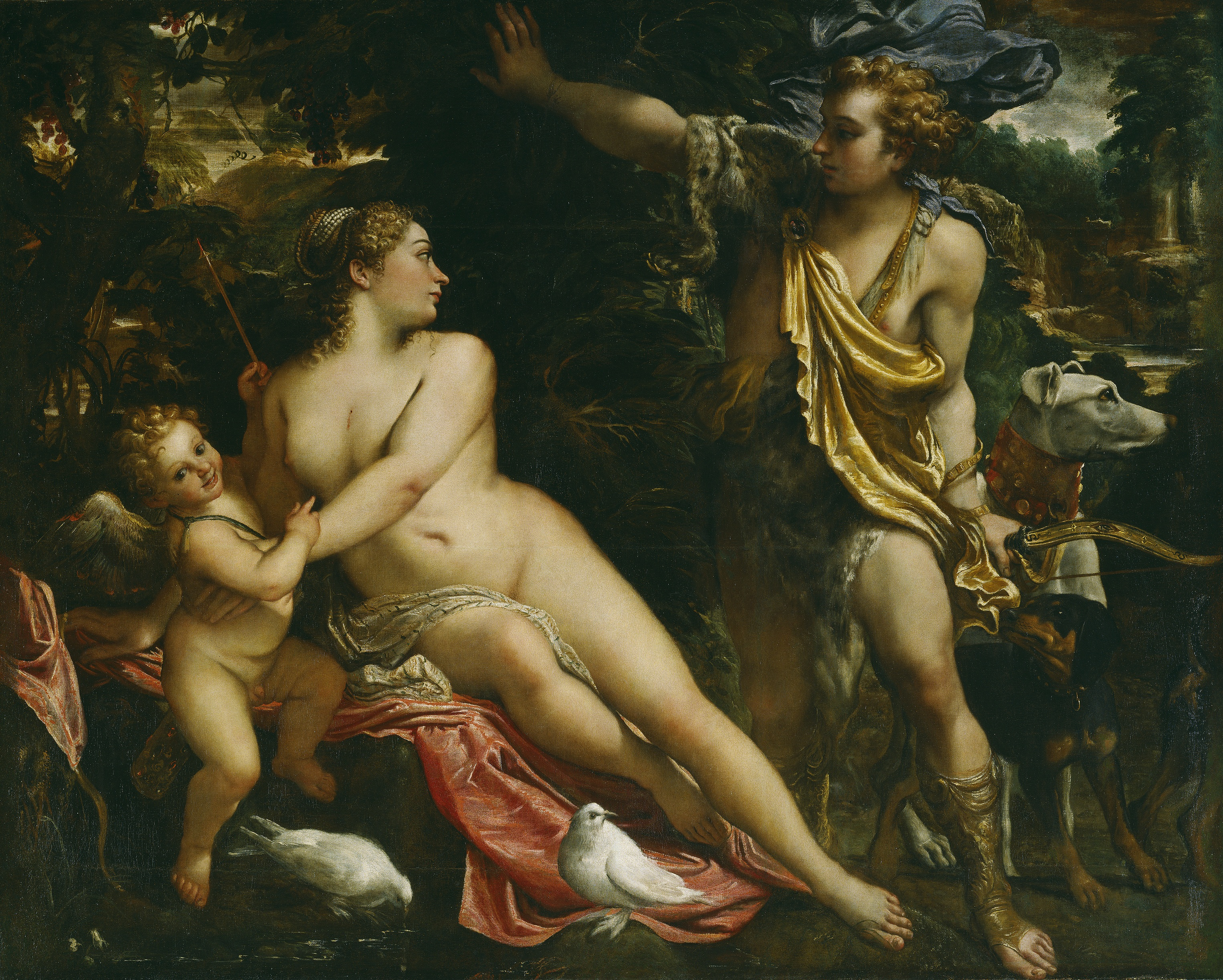
Венера, Адоніс і Купідон. Аннібале Карраччі, Національний музей Прадо (бл. 1591)
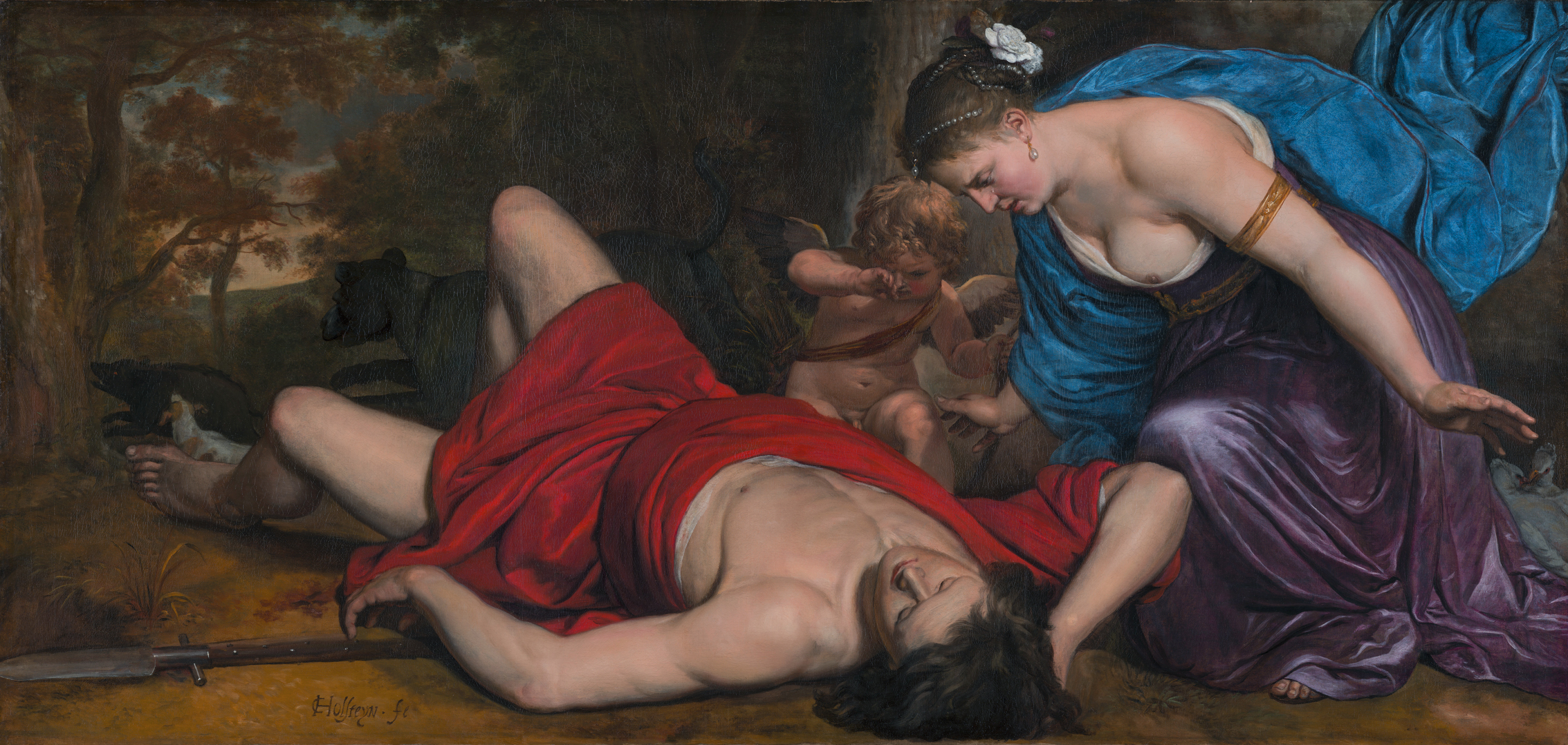
Венера і Амур оплакують мертвого Адоніса. Корнеліс Голштейн, Музей Франса Галса (1656)
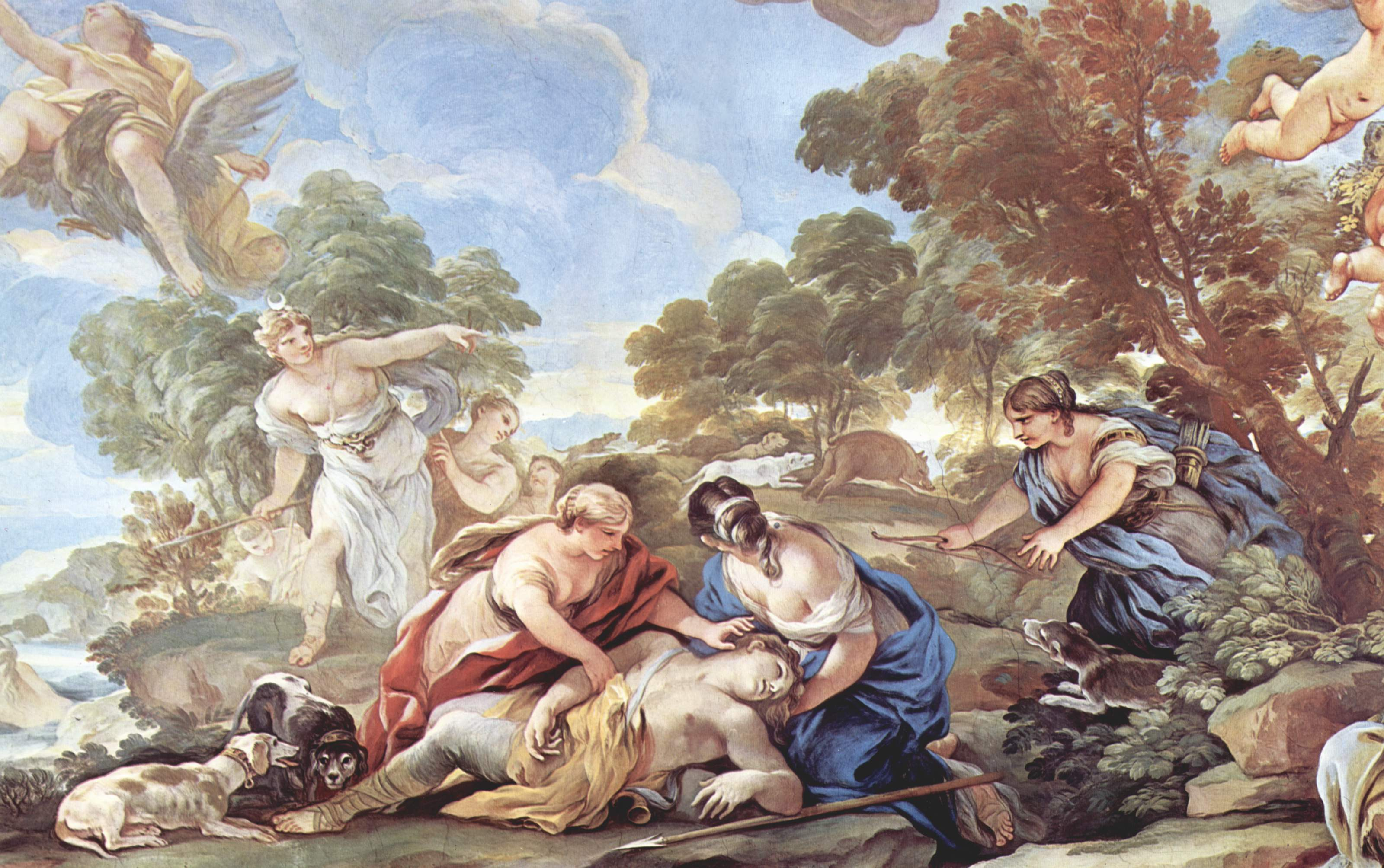
Смерть Адоніса. Лука Джордано, Палаццо Медічі-Ріккарді (1684-1686)
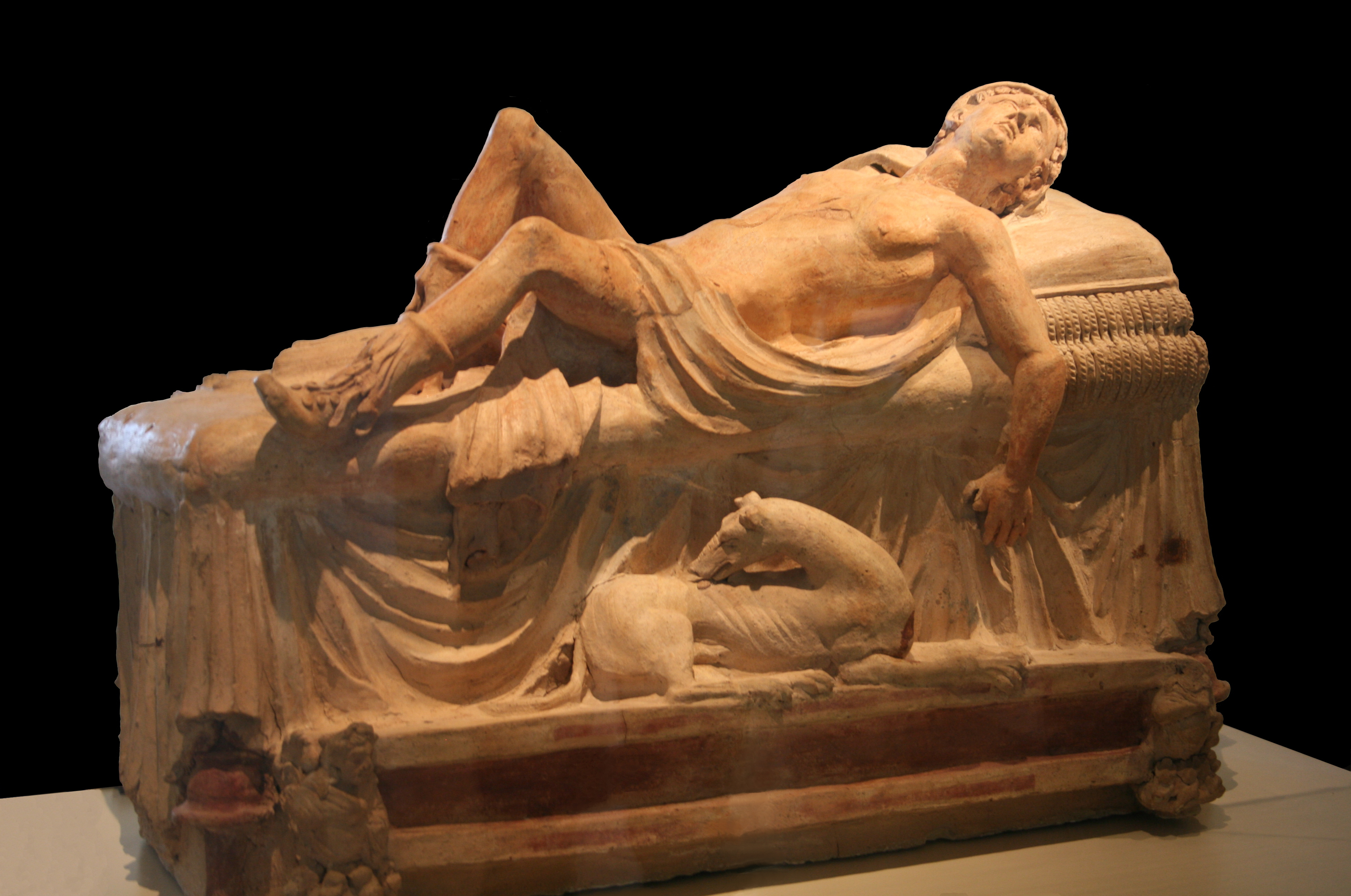
Загибель Адоніса. Григоріанський етруський музей у Ватикані (між 250 та 100 до н.е.)